# 鶴田睦夫
鶴田 睦夫（つるた むつお、1956年 - ）は、日本の作曲家。鹿児島県指宿市出身。東京芸術大学卒業。これまで打楽器による作品を数多く手掛けた。

## 概要・来歴
東京藝術大学在学中に作曲したオーケストラによる楽曲「瘴烟（しょうえん）」が、1980年度日本音楽コンクールの作曲部門に入選。同大学院修了後、藤島昌壽や北村昭、南弘明、黛敏郎に師事。パーカッショングループのファルサと、1999年から長期にわたり交流がある。

## 作品

### アルバム
- SAKURA FANTASYさくら幻想 〜鶴田睦夫作品集〜 FALSA PLAYS TSURUTA
- 〜モンゴルの新しい風〜 ウリアナ古筝名曲選